# Blah Blah Blah (film)
Pour les articles homonymes, voir Blah Blah Blah.
Blah Blah Blah est un court métrage en couleurs et en langue anglaise datant de 1995 de Julie Delpy. Le film est présenté au festival du film de Sundance ainsi qu'à Toronto et Telluride.

## Synopsis
Une délirante conversation téléphonique entre deux Américaines l’une chez elle, l’autre dans sa voiture. Dehors, en passant, on voit défiler des SDF, des voleurs de voitures, des tueurs...

## Fiche technique
- Titre original : Blah Blah Blah
- Réalisation : Julie Delpy
- Scénario :  Julie Delpy et Emily Wagner
- Production : Rebecca Boss
- Pays :  France
- Durée : 12 minutes

## Distribution
- Julie Delpy
- Bruce Ramsay
- Sophie Sigston : Sarah
- Emily Wagner : Jodie

## Autour du film
Blah Blah Blah a fait l'objet d'une  diffusion télévisée le 1er août 1996 sur la chaîne Arte, dans le cadre d'une soirée thématique « Los Angeles ».